# Юань Хуа
Юань Хуа (кит. спр. 袁华, піньїнь: Yuán Huá, 16 квітня 1974, Ляоян) — китайська дзюдоїстка важкої вагової категорії, яка виступала за збірну Китайської Народної Республіки в середині 1990-х — наприкінці 2000-х років. Чемпіонка літніх Олімпійських ігор у Сіднеї, чемпіонка світу, чемпіонка Азійських ігор, триразова чемпіонка Азії, дворазова чемпіонка Східноазійських ігор, чемпіонка літніх Універсіад у Пальма-де-Майорці та Пекіні, переможниця багатьох турнірів національного та міжнародного рівня.

## Біографія
Юань Хуа народилася 16 квітня 1974 року в міському окрузі Ляоян провінції Ляонін.
Першого серйозного успіху на дорослому міжнародному рівні досягла в 1996 році, коли потрапила до основного складу китайської національної збірної і побувала на чемпіонаті Азії в Хошиміні, звідки привезла дві золотих нагороди, які вона виграла у важкій і абсолютній вагових категоріях. Рік по тому у відкритій ваговій категорії здобула перемогу на Східноазійських іграх у Пусані й стала бронзовою призеркою на чемпіонаті світу в Парижі, зазнавши єдиної поразки в півфіналі від кубинки Дайми Бельтран. Ще через рік серед спортсменок понад 78 кг була найкращою на Азійських іграх у Бангкоку.
1999 року Юань виступила на чемпіонаті світу в англійському Бірмінгемі, де здобула у важкій вазі срібну медаль — у вирішальному поєдинку не змогла побороти польську дзюдоїстку Беату Максимов. Крім того, бувши студенткою, з'їздила на літню Універсіаду в Пальму-де-Мальорку, де виграла в обох вагових категоріях, важкій і абсолютній. Завдяки низці вдалих виступів удостоїлася права захищати честь країни на літніх Олімпійських іграх 2000 року в Сіднеї, де здолала усіх своїх суперниць, у тому числі кубинку Дайму Бельтран у фіналі, і завоювала завдяки цьому золоту олімпійську медаль.
Після сіднейської Олімпіади Юань Хуа залишилася в основному складі дзюдоїстської команди КНР і продовжила брати участь у найбільших міжнародних турнірах. Так, 2001 року вона стала чемпіонкою відразу на трьох великих змаганнях: на домашній Універсіаді в Пекіні, на Східноазійських іграх в Осаці та на чемпіонаті світу в Мюнхені — всі три золоті медалі здобула у важкій ваговій категорії. Востаннє досягла значущого результату в сезоні 2007 року на азійській першості в Ель-Кувейті, коли виграла бронзову медаль у важкій ваговій категорії й золоту в абсолютній. Невдовзі після закінчення цих змагань вирішила завершити кар'єру професійної спортсменки, поступившись місцем у збірній молодим китайським дзюдоїсткам.